# Dick W. Frangenberg

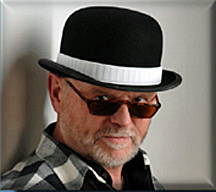
Dick W. Frangenberg, 2008

Dick W. Frangenberg (* 24. Februar 1948 in Bensberg als Werner Frangenberg) ist ein deutscher Musiker, Musikproduzent und Musikverleger.

## Leben
Frangenberg machte 1966 das Abitur am humanistischen Nicolaus-Cusanus-Gymnasium Bergisch Gladbach. Ab 1967 studierte er Mathematik und Physik an der Universität zu Köln. Zeitgleich war er Bassist in diversen Musikgruppen aus Köln und Umgebung, unter anderen bei der Food Band zusammen mit Wolf Maahn und Axel Heilhecker und bei Dick & Alex mit King Size Dick und Alex Parche.

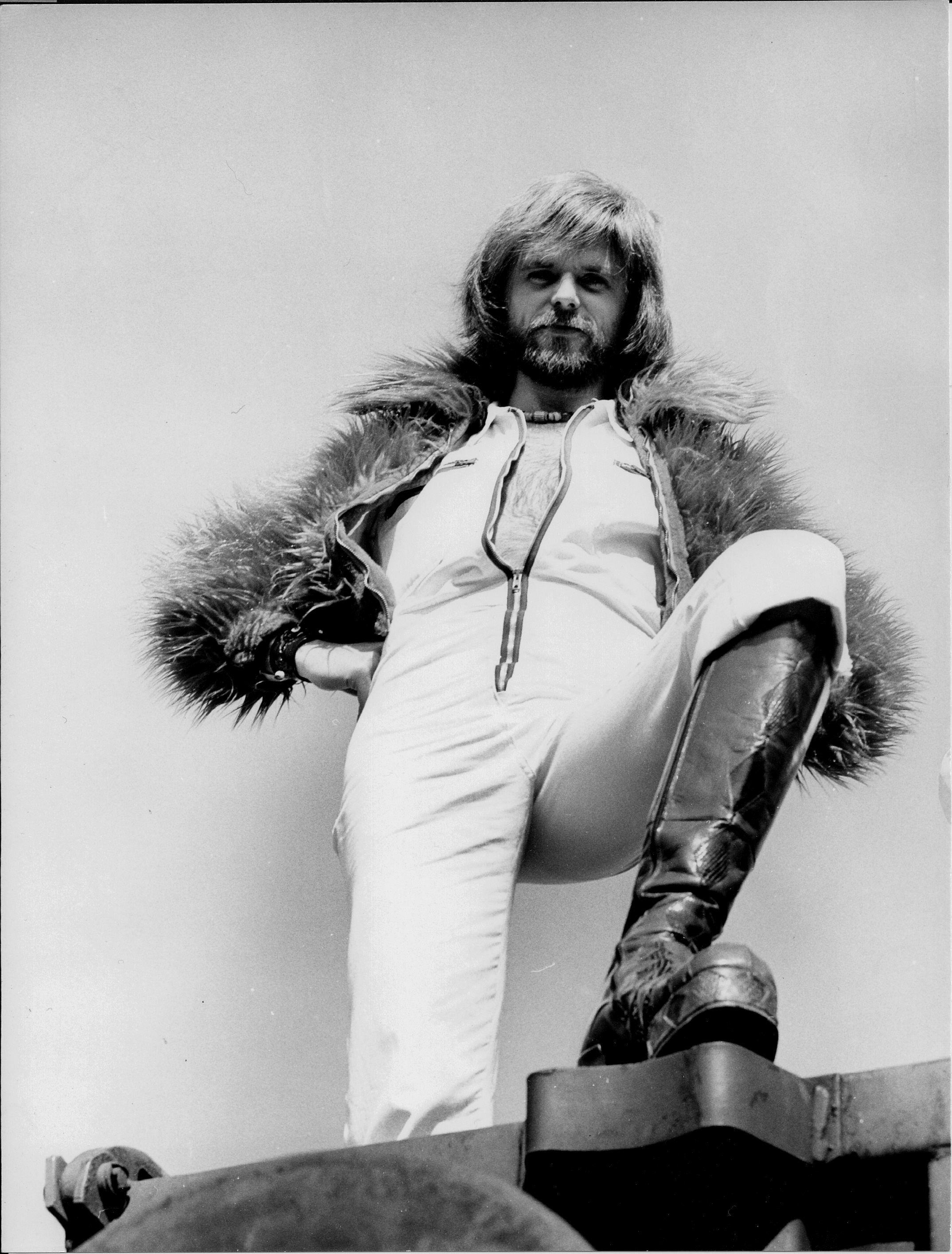
Dick W. Frangenberg, 1976

1969 war er Gründungsmitglied und Namensgeber der später auch international erfolgreichen deutschen Progressive-Rock-Band Triumvirat. Von 1972 bis 1979 war er Ehemann und Manager der Sängerin Jane Palmer. 1980 gründete er den Musikverlag ROCKMAC MUSIC. Seitdem ist er als Verleger, Bassist und Produzent tätig. Nach kurzem Zwischenspiel in der Neuen Deutschen Welle (1983 erschien unter seiner Leitung bei RCA Records die LP Die Monopols – Wunder Wunder Wunder in Zusammenarbeit mit dem Musikproduzent Conny Plank) entdeckte er sein Faible für die Country-Musik. Ab 1982 war er Bandleader der Nashville Music Company.
Das Zentrum seines verlegerischen und künstlerischen Schaffens liegt seit 1983 in der ehemaligen Katholischen Volksschule (1888–1967) in Ziegenhardt, einer Ortschaft in der Stadt Waldbröl im Oberbergischen Kreis.

## Diskografie
- 1972 – Mediterranean Tales (Triumvirat)
- 1973 – Ride in the Night/Sing me a Song (Triumvirat)
- 1973 – Dancer's Delight/Timothy (Triumvirat)
- 1976 – Old Loves Die Hard (Triumvirat)
- 1976 – Take A Break Today/Capitol of Power – Live (Triumvirat)  note: Dick plays on side A only
- 1977 – Hey, steig ein (Dick & Alex)
- 1978 – Dick + Alex (Dick & Alex)
- 1980 – Schweine in weissen Westen (Dick & Alex)
- 1984 – Country & Western Hits (Nashville Music Company)
- 1985 – Liebe kann man nicht kaufen (Nashville Music Company)
- 1987 – Meilenweit (Nashville Music Company)
- 1989 – Country Party (Nashville Music Company)
- 1989 – Desperados unterwegs (Nashville Music Company)
- 1989 – Country Hits & Eigene Songs (Nashville Music Company)
- 1991 – Rastlose Männer (Nashville Music Company)
- 1994 – Tanz auf dem Vulkan (Nashville Music Company)
- 2000 – NMC – Live at the Yukon Saloon (Nashville Music Company)
- 2001 – Not too old for Rock and Roll (Nashville Music Company)
- 2002 – Brennende Brücken (Nashville Music Company)

## Belege
1. 1 2  Rockmac Music Dick W. Frangenberg e. K. bei moneyhouse
2. 1 2  Werner Frangenberg bei Rate Your Music
3. ↑  IchWillSpass: Ich will Spass: "Breslau" (Neue Deutsche Welle). Abgerufen am 12. Februar 2018.
4. ↑  Dick Frangenberg auf der Website der Band Triumvirat.
5. ↑  Not too old for Rock ’n’ Roll. 20 Jahre NMC Nashville Music Company. Country Circle, November 2001.

| Personendaten    | Personendaten                                       |
| ---------------- | --------------------------------------------------- |
| NAME             | Frangenberg, Dick W.                                |
| ALTERNATIVNAMEN  | Frangenberg, Dick Werner (Geburtsname)              |
| KURZBESCHREIBUNG | deutscher Musiker, Musikproduzent und Musikverleger |
| GEBURTSDATUM     | 24. Februar 1948                                    |
| GEBURTSORT       | Bensberg                                            |